# Регби в Грузии

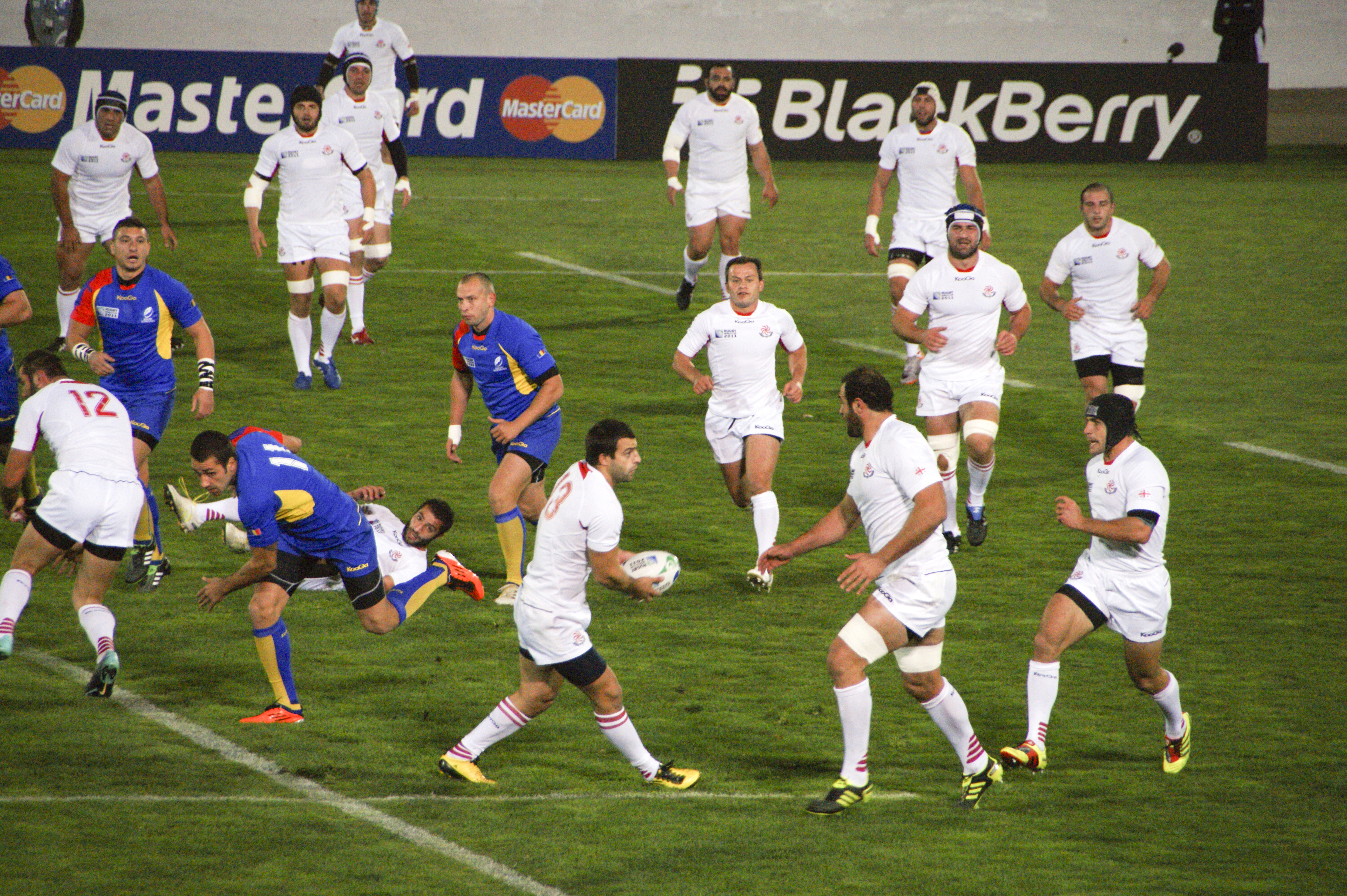
Матч сборных Грузии и Румынии на чемпионате мира 2011 года

Регби в Грузии занимает второе место по популярности в стране после футбола, однако при этом успехи национальной сборной по регби намного больше, чем достижения футбольной сборной — грузинская команда является бессменным участником чемпионатов мира с 2003 года. Управляет грузинским регби Грузинский регбийный союз, основанный ещё в 1961 году и принятый в Международный совет регби в 1992 году.

## История

### Предшественники
В Грузии национальным видом спорта, предшественником футбола и регби, признана игра лело бурти, правила которой схожи с регби и подразумевают полный контакт. Слово «лело» в наши дни в грузинской регбийной терминологии означает попытку, благодаря чему появилась и кричалка «Лело, лело, Сакартвело» на матчах сборной. Обычно в лело играли в грузинских деревнях, выбирая поле между двумя ручьями. В игре участвовали две команды из мужского населения, судил игру всегда священник. Число игроков никогда не ограничивалось. В центре поля ставился крупный мяч, наполненный землёй и пропитанный вином: целью игры было забросить мяч в ручей на противоположной стороне поля.

### Советская Грузия
В Советском Союзе регби появился в 1923 году, а в 1928 году первые регбийные матчи провели в Грузии, однако популярности регби там не снискал. В 1940 и 1948 году были безуспешными попытки возобновить регбийные соревнования в Грузии, пока в конце 1950-х годов с визитом не прибыл гражданин Франции, житель Марселя и армянин по происхождению Жак Аспекян, рассказавший о правилах игры в регби. Большой вклад внёс в развитие грузинского регби Г.Г.Мрелашвили, который организовал с 1 по 5 октября 1959 года первый турнир в послевоенные годы в СССР с участием команды МВТУ имени Баумана, команды МАИ, сборных Николаевского педагогического института и Воронежского лесотехнического института.
15 октября 1959 года в Тбилиси состоялась первая встреча грузинского регбийного руководства, и был образован первый клуб под названием ГПИ (Грузинский политехнический институт), носящий название «Кочеби». Во встрече участвовали Джемал Берадзе, Нодар Кипиани, Отар Догонадзе, Гоги Купарадзе, Гия Цурцумия, Гоги Тония и другие люди. Вскоре в Грузии появились многочисленные команды, а с 1 декабря 1961 года Гиви Мрелашвили стал председателем Федерации регби Грузинской ССР по решению Спорткомитета города Тбилиси. Жак Аспекян был назначен его заместителем. Ведущим клубом Грузии стало тбилисское «Динамо», соревновавшееся в чемпионате СССР. С 1961 года в Тбилиси проводился чемпионат города среди трёх команд, а в 1962 году состоялись несколько встреч тбилисцев против московского «Труда» и их турне по РСФСР и Латвийской ССР. В 1962 году в Грузии были образованы ещё 10 команд, некоторые грузинские клубы впервые выступили в первенстве профсоюзов. Грузинские команды соревновались в чемпионате СССР с 1966 года, клубы образовывались на основе студенческих команд. Лучшие игроки могли претендовать на место в составе сборной СССР.
В первом розыгрыше чемпионата СССР 1966 года победила команда МВТУ, второе место заняло тбилисское «Динамо». В 1967 году прошёл тест-матч сборной французских рабочих против одной из грузинских команд. В 1978 году тбилисский «Локомотив» выиграл кубок СССР, а с 1987 по 1989 годы чемпионство уходило в Кутаиси («Строитель», «Мшенебели» и «Айя»). В 1988 году была образована сборная Грузинской ССР по регби-7.

### Независимая Грузия
Развитие регби в Грузии и России шло разными темпами. Около половины клубов чемпионата СССР к концу существования Советского Союза представляли Грузинскую ССР. Ещё в 1990 году Грузия подала заявку на вступление в Международный совет регби, но только спустя 2 года, когда уже была независимая Грузия, её приняли в IRB после переговоров с Федерацией регби СССР, окончательно закрепив решение в 1993 году и сделав Грузию 52-м членом IRB. Первая игра сборной Грузии состоялась против Зимбабве и завершилась победой грузин 16:3. В 1994 году появилась команда «Гумари», составленная наподобие британского звёздного клуба «Барбарианс», и она же совершила путешествие по Франции. В 1995 году начался чемпионат страны. В 1998 году сборная Грузии дебютировала в отборе на чемпионат мира, однако проиграла в Европе Румынии, а в стыковых матчах — Тонга (поражение в гостях 37:6 и победа дома 28:27), не попав на чемпионат мира в Уэльсе.
Нехватка униформы и игровых мячей, а также ворот и полей мешала развиваться регби в Грузии. Тренер новозеландской сборной Росс Мьюрент в 1997 году был назначен помощником в сборной Грузии до 19 лет и обнаружил, что у грузинской команды было всего два мяча, а регбийные сумки были сшиты из джинсовой ткани, которую соединяли на домашней швейной машинке и перематывали ещё и резиной. Жена другого новозеландского тренера потратила полночи на то, чтобы перешить нужные сумки. В качестве скрам-машины — тренажёра для схваток — грузины использовали советские тракторы. К счастью, грузинам удалось быстро построить команду, и уже в 2001 году они выиграли Кубок европейских наций по регби, став де-факто седьмой командой Европы (Грузия не могла участвовать в престижнейшем Кубке шести наций, куда больше никого не приглашали со времён включения Италии). В 2003 году грузины дебютировали на чемпионате мира в Австралии, в 2007 году сыграли во Франции и одержали первую победу, выиграв у Намибии.
В наши дни матчи по регби в Грузии собирают от 10 до 15 тысяч болельщиков на стадионе. Рекордом стали 65 тысяч болельщиков на матче против России в Тбилиси на Кубке Европейских наций, также другой матч против России (победа 17:13) собрала 44 тысяч болельщиков. Дерби против России считается принципиальнейшим в Грузии: в первые годы после российско-грузинской войны игры России и Грузии были достаточно напряжёнными из-за угрозы беспорядков, но вскоре эта напряжённость сошла на нет. В настоящее время грузинские регбисты и болельщики с уважением относятся к сборной России, её болельщикам и руководству Федерации регби России, которые организуют матчи в российских городах.
Грузинская регбийная сборная неоднократно ставилась в пример многим спортсменам, и очень часто политики (в том числе и президент Михаил Саакашвили), рассказывая о триумфах «лелос», укоряли национальную футбольную сборную за неумение выкладываться на поле и даже за нежелание «джвароснеби» петь гимн, что, в отличие от футболистов, делали регбисты. Трансляции матчей грузинской сборной на кубках мира организовываются во многих развлекательных заведениях.
Особую роль в развитии грузинского регби играет Франция, в чемпионате которой играет достаточно много грузинских игроков: так, на матч против Ирландии чемпионата мира 2007 года в заявку грузинской команды было включено 18 игроков французских клубов из разных дивизионов.

## Турниры
В Грузии проводятся национальный чемпионат и кубок, однако они не известны широко. Грузинские клубы не участвуют ни в Кубке Хейнекен, ни в Европейском кубке вызова, но готовят будущие поколения грузинских регбистов.

## Сборная

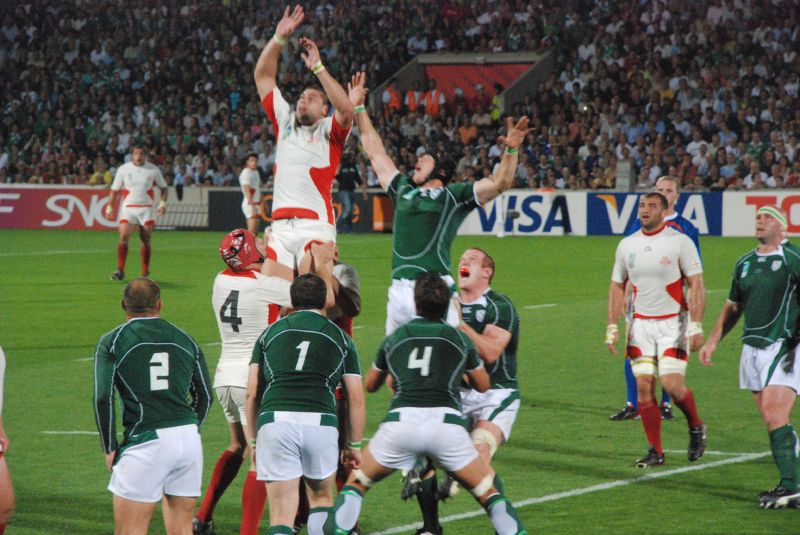
Игра против сборной Ирландии на чемпионате мира 2007 года

### Международные турниры
Сборная Грузии по регби носит прозвище «лело», которое пришло от игры лело бурти и означает «попытка», отсюда в грузинском регби и появилась кричалка «лело, лело, Сакартвело» (попытка, попытка, Грузия). В активе Грузии — семь титулов чемпионов Европы в Кубке Европейских наций. Принципиальнейшими противниками Грузии являются Россия и Румыния. Ежегодно между румынами и грузинами разыгрывается трофей — Кубок Анфима, названный в честь митрополита Румынского Анфима Иверского. Сборная Грузии дебютировала на чемпионате мира в 2003 году, проиграв все четыре встречи и сумев избежать разгромного поражения от ЮАР; в 2007 году выиграла матч против Намибии. В 2015 году грузины показали свой лучший результат, сумев победить команды Тонга и Намибии и занять 3-е место, что гарантировало им автоматическую квалификацию на чемпионат мира 2019 года.

### Игроки
Основу команды составляют легионеры, выступающие во Франции — большой вклад в отправку легионеров за рубеж внёс французский тренер Клод Сорель, а также переговоры правительств Грузии и Франции. Так, на чемпионате мира 2007 года сборная Грузии включила в заявку из 25 человек 18 легионеров французского чемпионата Топ-14. Выдающимися игроками грузинского регби считаются её легендарный капитан Мамука Горгодзе, игравший за «Тулон» и «Монпелье Эро»; Давид Зиракашвили из «Клермон Овернь», игравший за клуб «Барбарианс»; Георгий Шкинин, игравший в грузинском чемпионате, и Илья Зедгинидзе, игравший в разных французских клубах, получивший образование юриста и владеющий несколькими языками, за эти многосторонние таланты его прозвали «полиматом»